# 奥洞海駅
奥洞海駅（おくどうかいえき）は、福岡県北九州市若松区赤岩町にある、九州旅客鉄道（JR九州）筑豊本線（若松線）の駅である。駅番号はJE04。

## 歴史
- 1953年（昭和28年）11月6日：若松競艇場で開催される第1回全日本モーターボート選手権競走のための仮停車場として日本国有鉄道が開設[2][3]。
- 1962年（昭和37年）11月1日：停車場化[1][4]。
- 1987年（昭和62年）4月1日：国鉄分割民営化に伴い、九州旅客鉄道（JR九州）の駅となる[4]。
- 2009年（平成21年）3月1日：ICカード「SUGOCA」の利用を開始[5]。
- 2017年（平成29年）3月4日：若松駅 - 新入駅間（折尾駅を除く）の10駅と共に駅遠隔案内システム（Smart Support Station）「ANSWER」の導入に伴い無人化[6][7]。

## 駅構造
相対式ホーム2面2線を有する地上駅。

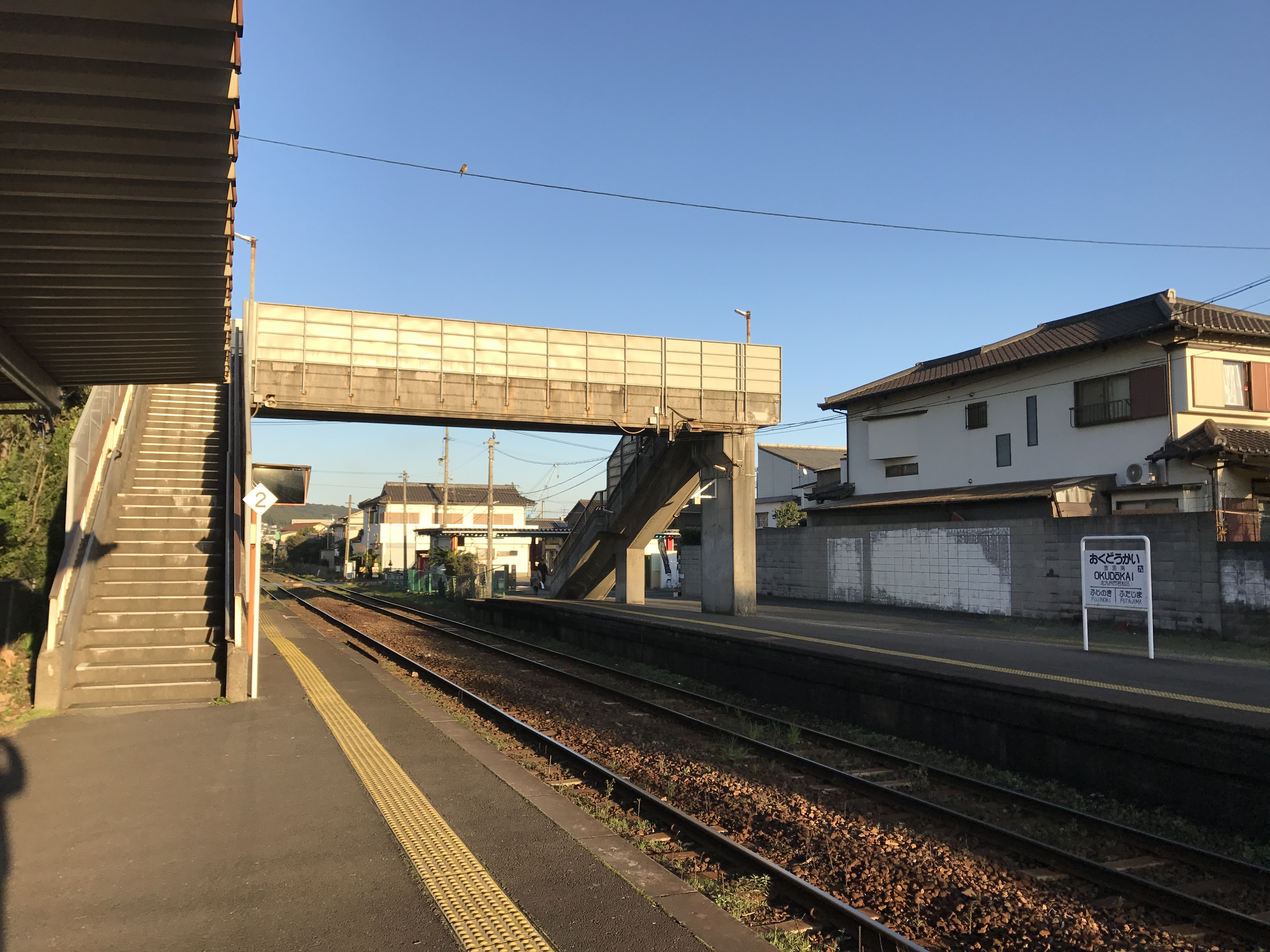
ホーム（2016年12月）

無人駅であり自動券売機、ICカードチャージ機およびICカード専用簡易型自動改札機が設置されている。SUGOCA等のICカードと磁気券が利用可能である。奥洞海駅で磁気券を利用して乗車する際には改札口をそのまま通過し、降車する際には改札口備え付けの運賃箱に磁気券、運賃等を投入する。奥洞海駅ではSUGOCAの新規発行は行わずチャージのみ取り扱いを行う。
2017年3月4日以降は駅遠隔案内システム「ANSWER」が導入されており（中間駅併設のサポートセンターからの遠隔管理）、無人駅 (Smart Support Station) となっている。それ以前はJR九州鉄道営業が駅業務を行う業務委託駅であった。

### のりば
| のりば | 路線   | 方向 | 行先     |
| ------ | ------ | ---- | -------- |
| 1      | 若松線 | 下り | 折尾方面 |
| 2      | 若松線 | 上り | 若松方面 |

## 利用状況
2020年（令和2年）度の1日平均乗車人員は265人である。
JR九州及びとうけい北九州によると、近年の1日平均乗車人員の推移は下記の通り。
| 年度   | 1日平均 乗車人員 |
| ------ | ---------------- |
| 2000年 | 622              |
| 2001年 | 604              |
| 2002年 | 601              |
| 2003年 | 563              |
| 2004年 | 517              |
| 2005年 | 482              |
| 2006年 | 471              |
| 2007年 | 449              |
| 2008年 | 434              |
| 2009年 | 401              |
| 2010年 | 373              |
| 2011年 | 400              |
| 2012年 | 411              |
| 2013年 | 420              |
| 2014年 | 403              |
| 2015年 | 404              |
| 2016年 | 385              |
| 2017年 | 360              |
| 2018年 | 353              |
| 2019年 | 335              |
| 2020年 | 265              |

## 駅周辺
若松競艇場の最寄り駅である。レース開催日は当駅も賑わいを見せる。
- 国道199号
- 若松競艇場
  - クレカ若松
- 用勺斎場
- ベスト電器若松西店
- スーパーセンタートライアル二島店
- 東二島郵便局
- 二島東緑地
- バス停留所は国道199号上の北九州市営バス「童子丸」停留所が最寄り。

## 隣の駅
九州旅客鉄道（JR九州）
 若松線（筑豊本線）
藤ノ木駅（JE05） - 奥洞海駅（JE04） - 二島駅（JE03）